# Saint-Hilliers
Saint-Hilliers is een gemeente in het Franse departement Seine-et-Marne (regio Île-de-France) en telt 400 inwoners (1999). De plaats maakt deel uit van het arrondissement Provins.

## Geografie
De oppervlakte van Saint-Hilliers bedraagt 18,9 km², de bevolkingsdichtheid is 21,2 inwoners per km².
De onderstaande kaart toont de ligging van Saint-Hilliers met de belangrijkste infrastructuur en aangrenzende gemeenten.

## Demografie
Onderstaande figuur toont het verloop van het inwonertal (bron: INSEE-tellingen).